# Ommatius ponti
Ommatius ponti är en tvåvingeart som beskrevs av Joseph och Parui 1985. Ommatius ponti ingår i släktet Ommatius och familjen rovflugor.
Artens utbredningsområde är Pakistan. Inga underarter finns listade i Catalogue of Life.